# Yves Missi
Pour les articles homonymes, voir Missi.
Yves Missi, né le 14 mai 2004 à Bruxelles en Belgique, est un joueur camerounais de basket-ball évoluant au poste de pivot et mesurant 2,11 m.

## Biographie

### Carrière universitaire
Entre 2023 et 2024, il joue pour les Bears de Baylor à l'université Baylor.
Le 11 avril 2024, il annonce qu'il se présente à la draft 2024 de la NBA. Le 26 du même mois, il est drafté à la 21e place lors du premier tour par les Pelicans de la Nouvelle-Orléans.

## Palmarès

### NBA
- NBA All-Rookie Second Team (2025)

### Universitaire
- Big 12 All-Defensive team (2024)
- Big 12 All-Freshman team (2024)

## Statistiques

### Universitaires
| Saison    | Équipe   | Matchs | Titul. | Min./m | % Tir | % 3pts | % LF | Rbds/m. | Pass/m. | Int/m. | Ctr/m. | Pts/m. |
| --------- | -------- | ------ | ------ | ------ | ----- | ------ | ---- | ------- | ------- | ------ | ------ | ------ |
| 2023-2024 | Baylor   | 34     | 32     | 23,0   | 61,4  | 0,0    | 61,6 | 5,62    | 0,38    | 0,59   | 1,50   | 10,74  |
| Carrière  | Carrière | 34     | 32     | 23,0   | 61,4  | 0,0    | 61,6 | 5,62    | 0,38    | 0,59   | 1,50   | 10,74  |

### Professionnelles

#### Saison régulière
| Saison    | Équipe              | Matchs | Titul. | Min./m | % Tir | % 3pts | % LF | Rbds/m. | Pass/m. | Int/m. | Ctr/m. | Pts/m. |
| --------- | ------------------- | ------ | ------ | ------ | ----- | ------ | ---- | ------- | ------- | ------ | ------ | ------ |
| 2024-2025 | La Nouvelle-Orléans | 73     | 67     | 26,8   | 54,7  | 0,0    | 62,3 | 8,20    | 1,40    | 0,50   | 1,30   | 9,10   |
| Carrière  | Carrière            | 73     | 67     | 26,8   | 54,7  | 0,0    | 62,3 | 8,20    | 1,40    | 0,50   | 1,30   | 9,10   |

## Records sur une rencontre en NBA
Les records personnels de Yves Missi en NBA sont les suivants, :
| Type de statistique        | Saison régulière | Saison régulière         | Saison régulière | Playoffs | Playoffs   | Playoffs |   |
| Type de statistique        | Record           | Adversaire               | Date             | Record   | Adversaire | Date     |   |
| -------------------------- | ---------------- | ------------------------ | ---------------- | -------- | ---------- | -------- | - |
| Points                     | 24               | @ Suns de Phoenix        | 28 février 2025  | -        | -          | -        |   |
| Paniers marqués            | 11               | 2 fois                   | 2 fois           | -        | -          | -        |   |
| Paniers tentés             | 14               | 2 fois                   | 2 fois           | -        | -          | -        |   |
| Paniers à 3 points réussis | -                | -                        |                  | -        | -          | -        |   |
| Paniers à 3 points tentés  | 1                | @ Nuggets de Denver      | 22 décembre 2024 |          | -          | -        | - |
| Lancers francs réussis     | 8                | @ Wizards de Washington  | 5 janvier 2025   | -        | -          | -        |   |
| Lancers francs tentés      | 8                | 3 fois                   | 3 fois           | -        | -          | -        |   |
| Rebonds offensifs          | 9                | @ Spurs de San Antonio   | 8 décembre 2024  | -        | -          | -        |   |
| Rebonds défensifs          | 9                | 3 fois                   | 3 fois           | -        | -          | -        |   |
| Rebonds totaux             | 14               | 3 fois                   | 3 fois           | -        | -          | -        |   |
| Passes décisives           | 4                | @ Mavericks de Dallas    | 19 novembre 2024 | -        | -          | -        |   |
| Interceptions              | 2                | 3 fois                   | 3 fois           | -        | -          | -        |   |
| Contres                    | 4                | @ Sixers de Philadelphie | 10 janvier 2025  | -        | -          | -        |   |
| Balles perdues             | 6                | Nuggets de Denver        | 15 novembre 2024 | -        | -          | -        |   |
| Minutes jouées             | 35               | @ Hawks d'Atlanta        | 2 décembre 2024  | -        | -          | -        |   |

- Double-double : 14
- Triple-double : 0

Dernière mise à jour : 6 avril 2025